# Euphorbia leuconeura
Euphorbia leuconeura (ook wel bekend als de Madagascar Jewel) is een plantensoort uit de wolfsmelkfamilie (Euphorbiaceae). De plant is endemisch in Madagaskar en groeit daar in bossen met rotsachtige bodem.
De plant kan een hoogte bereiken van maximaal 1,8 m en vertakt zich daarbij. De bladeren vertonen nerven in de vorm van een visgraat. Als de plant zaden heeft gevormd schiet de plant deze ver van zich af. De plant is bedreigd door het verlies van habitat.
Euphorbia leuconera wordt als kamerplant verkocht. Als de plant beschadigd raakt verliest hij melksap, zoals bij alle planten van de wolfsmelkfamilie. Dit sap is giftig, kan irritatie veroorzaken als het op de huid terechtkomt en is mogelijk een tumorpromotor.